# Zmienić siebie
Zmienić siebie – utwór zespołu Ira pochodzący z piątej płyty Znamię. Kompozycja trwa równe 4 minuty, została zamieszczona na drugiej pozycji na krążku, i jest piątym utworem co do najdłuższych znajdujących się na płycie.
Tekst utworu opowiada o człowieku który jest pełen niepewności, zagubiony, stara się odnaleźć właściwą drogę z pewnych sytuacji. Autorem tekstu jest wokalista grupy Artur Gadowski.
Brzmienie utworu zbliżone jest do dokonań grupy Pearl Jam. Utwór bowiem nagrany jest na typowej dla tego zespołu fakturze. Kompozytorem utworu jest gitarzysta Piotr Łukaszewski.
Utwór Zmienić siebie był bardzo często grany na trasie promującej płytę Znamię, między innymi podczas jednego z występów grupy w 1994 roku nakręcono teledysk do piosenki. Utwór cieszył się dużym powodzeniem na koncertach zespołu, mimo to wraz z całą płytą znacznie obniżył pozycję zespołu na rynku.
Od momentu reaktywacji grupy pod koniec 2001 roku utwór Zmienić siebie w ogóle nie jest grany na koncertach.

## Teledysk
Teledysk do utworu powstał podczas koncertu promującego album w warszawskim klubie "Stodoła", który się odbył 1 września 1994 roku. Przedstawia on zespół wykonujący utwór. Premiera teledysku odbyła się we wrześniu 1994 roku w programie "Clipol".
Piotr Łukaszewski o utworze "Zmienić siebie":

"Tekst Artura. Chociaż daje rady komuś innemu, myślę że Artur go napisał o sobie. Człowiek pełen niepewności, zagubiony, stara się znaleźć drogę wyjścia z pewnych sytuacji. Bałem się trochę, że za bardzo czuć w nim Pearl Jam. Utwór jest grany bowiem na typowej dla tego zespołu fakturze. Chciałem sięgnąć właśnie do takich tonacji, tamtego klimatu.

## Twórcy
Ira
- Artur Gadowski – śpiew, chór
- Wojciech Owczarek – perkusja
- Piotr Sujka – gitara basowa, chór
- Kuba Płucisz – gitara rytmiczna
- Piotr Łukaszewski – gitara prowadząca

Produkcja
- Nagrywany oraz miksowany: lipiec – sierpień w Studio S-4 w Warszawie
- Producent muzyczny: Leszek Kamiński
- Realizator nagrań: Leszek Kamiński
- Kierownik Produkcji: Elżbieta Pobiedzińska
- Aranżacja: Piotr Łukaszewski
- Tekst piosenki: Artur Gadowski
- Skład komputerowy okładki: Sławomir Szewczyk
- Płaskorzeźbę na okładkę wykonał: Rafał Gadowski
- Zdjęcia wykonali: Dariusz Majewski i Andrzej Stachura
- Sponsor zespołu: Mustang Poland